# 金田一蓮十郎
金田一 蓮十郎（きんだいち れんじゅうろう、1979年9月21日 - ）は、日本の女性漫画家、イラストレーター。大阪府出身・在住。既婚。

## 経歴
高校在学中の1996年、『ジャングルはいつもハレのちグゥ』で第3回エニックス21世紀マンガ大賞準大賞を受賞し、『月刊少年ガンガン』1996年No.8に掲載されて16歳でプロデビュー。翌1997年から『月刊少年ガンガン』にて『ジャングルはいつもハレのちグゥ』の連載を開始。2001年にはテレビアニメ化もされた。
2002年からは本格的に掛け持ち連載を始め、少年誌の他に、女性誌、青年誌、GL誌などでも連載を持つ。
2019年に『ゆうべはお楽しみでしたね』が、2021年に『ライアー×ライアー』がそれぞれ実写化された。

## 人物
- 少年誌での執筆時は、少年漫画にはそぐわないような重い問題を抱える登場人物を多数登場させるのが常で、シリアス一歩手前の展開をキャラのノリの良さで押し切ってギャグにしてしまうという独特の作風を持つ。青年誌、女性誌、GL誌での執筆時でも重い問題を抱える登場人物を多数登場させるが、こちらでは細かな心理描写でその問題を解きほぐしていく様を描くなど、少年誌とそれ以外で作風が全く異なる。
- ゲーマー。『ドラゴンクエストIX 星空の守り人』のすれ違い通信で出会った人に自己紹介と自作の宣伝をしている。
- ハロー!プロジェクトの大ファン[5]。自身やアシスタントの日常が題材の『〆切はおとといです。』シリーズでは、その影響で漫画の大半がハロプロ関連のネタと化している。『続・〆切はおとといです。』では編集者の配慮で、題字を書道が得意な竹内朱莉（アンジュルム）に依頼したほど。
- 自画像は、鶏卵に無愛想な顔と『ハレグゥ』の主要人物・グゥのような手足がついた形をしている。
- かつて三笠山出月と交友があり、三笠山の公式サイト「うめじゅく」にしばしば出入りしていた。うめじゅくの掲示板アイコンに『ジャングルはいつもハレのちグゥ』のキャラのアイコンを提供した。
- マンガUPにて2020年7月31日から連載開始された、『ときどき漫画家、金田一蓮十郎〜〆切はおとといでした。〜』にて、結婚済みである事、現在妊娠中である事を明かした。
- 作者のTwitterにて出産してしばらく経っていると発表している[6]。

## 作品リスト

### 連載

#### <完結>
- ジャングルはいつもハレのちグゥ（『月刊少年ガンガン』、1997年No.4 - 2003年1月号）
  - ハレグゥ（『月刊少年ガンガン』、2003年2月号 - 2009年10月号）
- チキンパーティー（『月刊プリンセス』、2002年1月号 - 2006年6月号）
- ニコイチ（『ヤングガンガン』、2004年創刊号 - 2012年3号）
- マーメイドライン（『コミック百合姫』、2006年vol.6 - 2007年vol.9）
- ミリオンの○×△□（『月刊少年ガンガン』、2010年3月号 - 2012年8月号）
- ライアー×ライアー（『デザート』、2010年4月号 - 2017年8月号）
- あるみちゃんの学習帳（アオハル版）（『アオハル』、2010年第0号 - 2012年“bitter”号
  - あるみちゃんの学習帳（『週刊ヤングジャンプ』2012年28号〈月1連載→月3回連載〉 - 2013年30号）
- ラララ（『ヤングガンガン』、2012年24号 - 2021年11号）
- LINE OFFLINE ボクら図鑑（『週刊ヤングジャンプ』2013年5・6合併号 - 同年21・22合併号） - Team.きんだいち（金田一蓮十郎とアシスタントのまみちゃんとこのはさんによるユニット）名義
- モーメント（『デザート』2017年7月号 - 2018年9月号〈シリーズ連載〉） - 原作担当、作画は芋Uto（金田一蓮十郎の実妹）
- NとS（『デザート』2018年3月号[7] - 2024年2月号[8]）

#### <連載中>
- アストロベリー（『月刊少年GagOh!』→『コミックバウンド』→『ガンガンパワード』→『ガンガンYG』→『増刊ヤングガンガン』→『増刊ヤングガンガンビッグ』、1999年 - ）
- ゆうべはお楽しみでしたね（『ヤングガンガン』2014年13号 - 〈月1連載、『ガンガンONLINE』にも掲載〉）
- 〆切はおとといです。 → 続・〆切はおとといです。（『マンガUP!』2017年1月 - ）※「Team.きんだいち」名義
- ぼくらはみんな＊んでいる（『ヤングガンガン』2022年17号[9] - ）
- きみは世界の中心です（『Kiss』2025年6月号[10] - ）

### 短編・読切等
- ジャングルはいつもハレのちグゥ（『月刊少年ガンガン』、1996年No.8）
- パカ!（『アオハル』、2010年第0号掲載後公式ブログで不定期連載中） - Team.きんだいち名義
- あるみちゃんの学習帳（『週刊ヤングジャンプ』、2012年14号、特別読切・『アオハル』、2013年第0.99号、特別編）
- あと一本の男（『週刊ヤングジャンプ』2014年24号） - 原作・森田まさのり
- 友達いない同盟（『ジャンプスクエア』2015年3月号） - 原作・西尾維新
- 鳳凰院くんと何も始まらない話（『ヤングガンガン』2023年No.1[11]） - 原作担当、作画は芋Uto
- パカ！（『りぼんスペシャル』2024年春の大増刊号[12]） - Team.きんだいち名義[12]
- セレクトコーヒー（原作：飯窪春菜、『BookLive』2025年1月25日[13]） - テレビ朝日『バズマンTV』の企画

### アンソロジー寄稿
- ドラゴンクエスト 4コママンガ劇場（1996年 - 1998年・2005年・2009年）
- ゼルダの伝説 ムジュラの仮面 4コママンガ劇場（2000年）
- STAR DRIVER 輝きのタクトアンソロジー カラーイラスト
- 手塚治虫「ブラック・ジャック」40周年アニバーサリー! ピノコトリビュート アッチョンブリケ! 漫画
- ネオ寄生獣f 漫画
- 弱虫ペダル 公式アンソロジー 放課後ペダル3 漫画
- おそ松さん公式コミックアンソロジー〜スクエニセンバツ〜 カラーイラスト、漫画
- おそ松さん公式コミックアンソロジー〜スクエニセンバツ2〜 表紙イラスト

### エンドカード
- マンガ家さんとアシスタントさんと 第10話エンドカード
- ニセコイ: 第9話エンドカード
- 荒川アンダーザブリッジ  第8話エンドカード
- STAR DRIVER 輝きのタクト（TOKYO MX放送版）  第9話エンドカード

## 出演
- バズマンTV（テレビ朝日、2025年1月25日放送） - 番組企画で漫画も制作[14]